# Leichtathletik-Weltmeisterschaften 2009/Teilnehmer (Algerien)
| Gelbes Symbol für Goldmedaillen mit stilisierten Olympischen Ringen | Graues Symbol für Silbermedaillen mit stilisierten Olympischen Ringen | Braundes Symbol für Bronzemedaillen mit stilisierten Olympischen Ringen |
| ------------------------------------------------------------------- | --------------------------------------------------------------------- | ----------------------------------------------------------------------- |
| —                                                                   | —                                                                     | —                                                                       |

Der algerische Leichtathletik-Verband stellte sechs Athleten bei den Leichtathletik-Weltmeisterschaften 2009 in Berlin.

## Ergebnisse

### Männer

#### Laufdisziplinen
| Athlet            | Disziplin | Vorlauf     | Vorlauf | Halbfinale         | Halbfinale         | Finale             | Finale             |
| Athlet            | Disziplin | Zeit        | Platz   | Zeit               | Platz              | Zeit               | Platz              |
| ----------------- | --------- | ----------- | ------- | ------------------ | ------------------ | ------------------ | ------------------ |
| Nadjim Manseur    | 800 m     | DNS         | DNS     | nicht qualifiziert | nicht qualifiziert | nicht qualifiziert | nicht qualifiziert |
| Tarek Boukensa    | 1500 m    | 3:45,65 min | 38      | nicht qualifiziert | nicht qualifiziert | nicht qualifiziert | nicht qualifiziert |
| Taoufik Makhloufi | 1500 m    | 3:40,04 min | 9       | 3:37,87 min        | 17                 | nicht qualifiziert | nicht qualifiziert |
| Imad Touil        | 1500 m    | DNS         | DNS     | -                  | -                  | -                  | -                  |
| Antar Zerguelaïne | 1500 m    | 3:42,37 min | 17      | nicht qualifiziert | nicht qualifiziert | nicht qualifiziert | nicht qualifiziert |

#### Zehnkampf
| Athlet         | Disziplin | 100 m      | Weitsprung | Kugelstoßen | Hochsprung | 400 m   | 110 m Hürden | Diskuswurf | Stabhochsprung | Speerwurf  | 1500 m         | Punkte  | Platz |
| -------------- | --------- | ---------- | ---------- | ----------- | ---------- | ------- | ------------ | ---------- | -------------- | ---------- | -------------- | ------- | ----- |
| Larbi Bourrada | Ergebnis  | 10,68 s PB | 7,35 m     | 12,30 m PB  | 2,05 m     | 48,58 s | 14,57 s PB   | 37,83 m PB | 4,70 m PB      | 62,53 m PB | 4:12,15 min PB | 8171 AR | 13    |
| Larbi Bourrada | Punkte    | 933        | 898        | 625         | 850        | 881     | 902          | 621        | 819            | 776        | 866            | 8171 AR | 13    |